# Linktræner
En linktræner er et apparat til træning af piloter. Linktræneren blev udviklet i midten af 1930'erne for at dække behovet for en sikker måde at træne nye piloter til at flyve "efter instrumenterne", altså at flyve efter det, man kalder IFR regler. Den blev udviklet af den tidligere orgelbygger Edwin Albert Link, som brugte sin viden om pumper, ventiler og bælge til at konstruere en flysimulator der reagerede på pilotens brug af linktrænerens betjeningselementer.
Den består af en lille drejelig kabine udstyret som et normalt cockpit i et mindre fly, monteret på et kardanled, der præcist følger håndtag, pedaler og håndtag i alle dets bevægelser. Instrumenterne reagerer fuldstændig som i et fly, så eleven har mulighed for at udføre alle de nødvendige manøvrer under normal flyvning.
Instruktøren sidder udenfor med et kortbord foran sig og kan følge den rute, et rigtigt fly ville have fulgt. Gennem telefonen kan instruktøren rette op på elev- og illusoriske forhold, der kan påvirke flyets kurs, fx indføre "kunstige vindstød", kraftig opdrift mm.
Mere end 500.000 amerikanske piloter blev trænet i linktrænere, ligesom piloter fra nationer så forskellige som Australien, Canada, Tyskland, New Zealand, Storbritannien, Israel, Japan, Pakistan og Sovjetunionen. Efter Anden Verdenskrig sagde Air Marshall Robert Leckie (krigstidens RAF-stabschef) "Luftwaffe mødte sit Waterloo på alle træningsfelterne i den frie verden, hvor der var et batteri af linktrænere".
Link Flight Trainer er blevet udpeget som et Historic Mechanical Engineering Landmark af American Society of Mechanical Engineers. The Link Company, nu Link Simulation & Training-afdelingen af L3Harris Technologies, fortsætter med at lave rumfartssimulatorer.